# Los albañiles
Los albañiles és una pel·lícula de 1976 dirigida per Jorge Fons i protagonitzada per Ignacio López Tarso, Jaime Fernández i José Alonso. El guió de la pel·lícula, a càrrec de Luis Carrión i Jorge Fons, està basat en la novel·la homònima de Vicente Leñero. En 1977 la pel·lícula va rebre l'Ós de Plata en el 27è Festival Internacional de Cinema de Berlín.

## Sinopsi
Don Jesús, un ancià vigilant d'un edifici en construcció és assassinat. La recerca policíaca que sorgeix després dels fets revela no solament les possibles causes del crim, on tots els testimonis semblen tenir motius per matar Don Jesús, sinó també un rerefons de rancor en el qual la corrupció i les injustícies tenen un paper determinant.

## Repartiment
- Ignacio López Tarso - Don Jesús
- Jaime Fernández - Pérez Gómez
- José Alonso - Federico
- Salvador Sánchez - Chapo Álvarez
- José Carlos Ruiz - Jacinto Martínez
- Katy Jurado - Josefina
- Adalberto Martínez - Patotas
- Salvador Garcini - Sergio García
- José Luis Flores - Isidro
- Yara Patricia - Celerina (as Yara Patricia Palomino)
- Eduardo Cassab - Munguía
- Guillermo Gil - Valverde
- Ramón Menéndez - Policía Dávila
- Yolanda Rigel - Secretaria
- Gerardo Zepeda - Marcial
- Mario García González - Delegado